# Священный огонь
Священный огонь (англ. Holy Fire) — научно-фантастический роман Брюса Стерлинга, написанный в 1996 году. В 1997 году данное произведение номинировалось на премию Хьюго и Локус.

## Сюжет
«Священный огонь» — это история пожилой женщины, которая получила вторую молодость, благодаря достижениям медицины.
В мире, который описан в романе, медицина является приоритетной задачей цивилизации, вследствие чего, продолжительность жизни людей намного возросла. И поэтому конце XXI века миром правят геронтократы, — те, кто смолоду усердно трудились, были осмотрительными и законопослушными, передовые технологии позволяют жить более ста лет.
И, став вновь молодой девушкой, главная героиня испытывает новые эмоции и полностью меняет свою жизнь.